# Bánh đúc

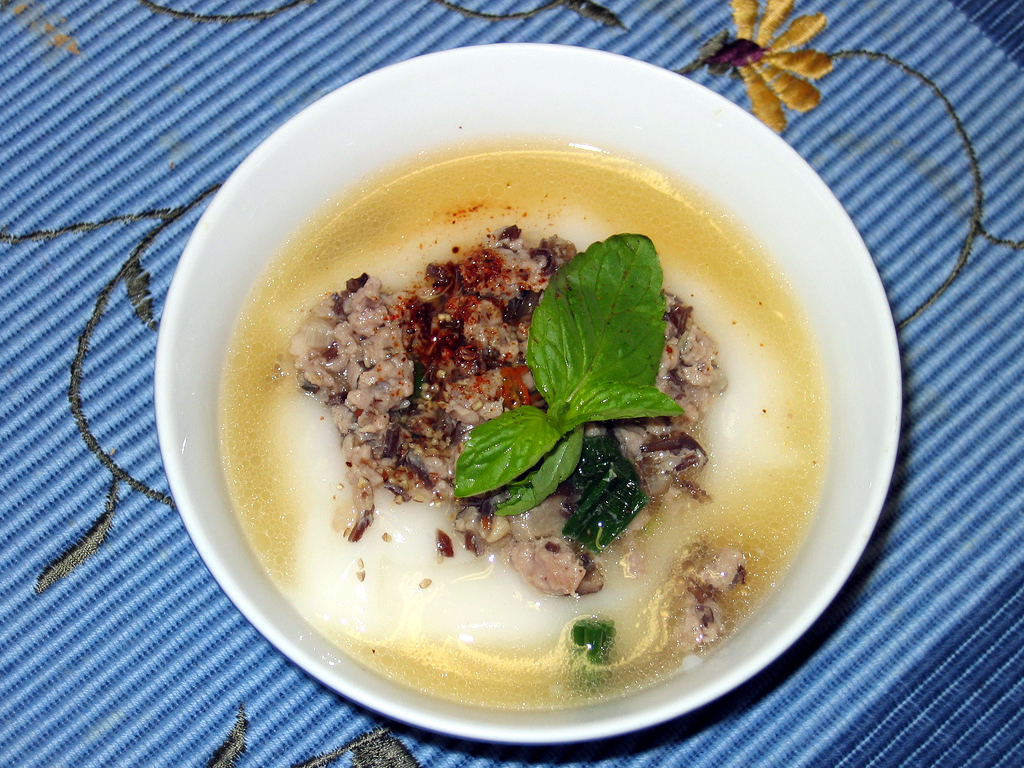
Un tazón de bánh đúc thịt (bánh đúc con cerdo picado y salsa de pescado) del norte de Vietnam.

El bánh đúc es un término usado para aludir a dos variedades diferentes de bánh, o pastel vietnamita.

## Versión del norte de Vietnam
En el norte de Vietnam, el bánh đúc es un pastel hecho de harina de arroz no glutinoso o harina de maíz, de color blanco, textura blanda y sabor suave. Suele guarnecerse con ingredientes salados como cerdo picado, tôm chấy (gamba a la parrilla molida), cebolla frita, semillas de sésamo, cacahuetes, zumo de lima y salsa de soja o pescado. Aunque puede comerse solo, puede también servirse caliente acompañado de carne o setas.
El bánh đúc se encuentra en puestos y se toma todo el día.

## Versión del sur de Vietnam

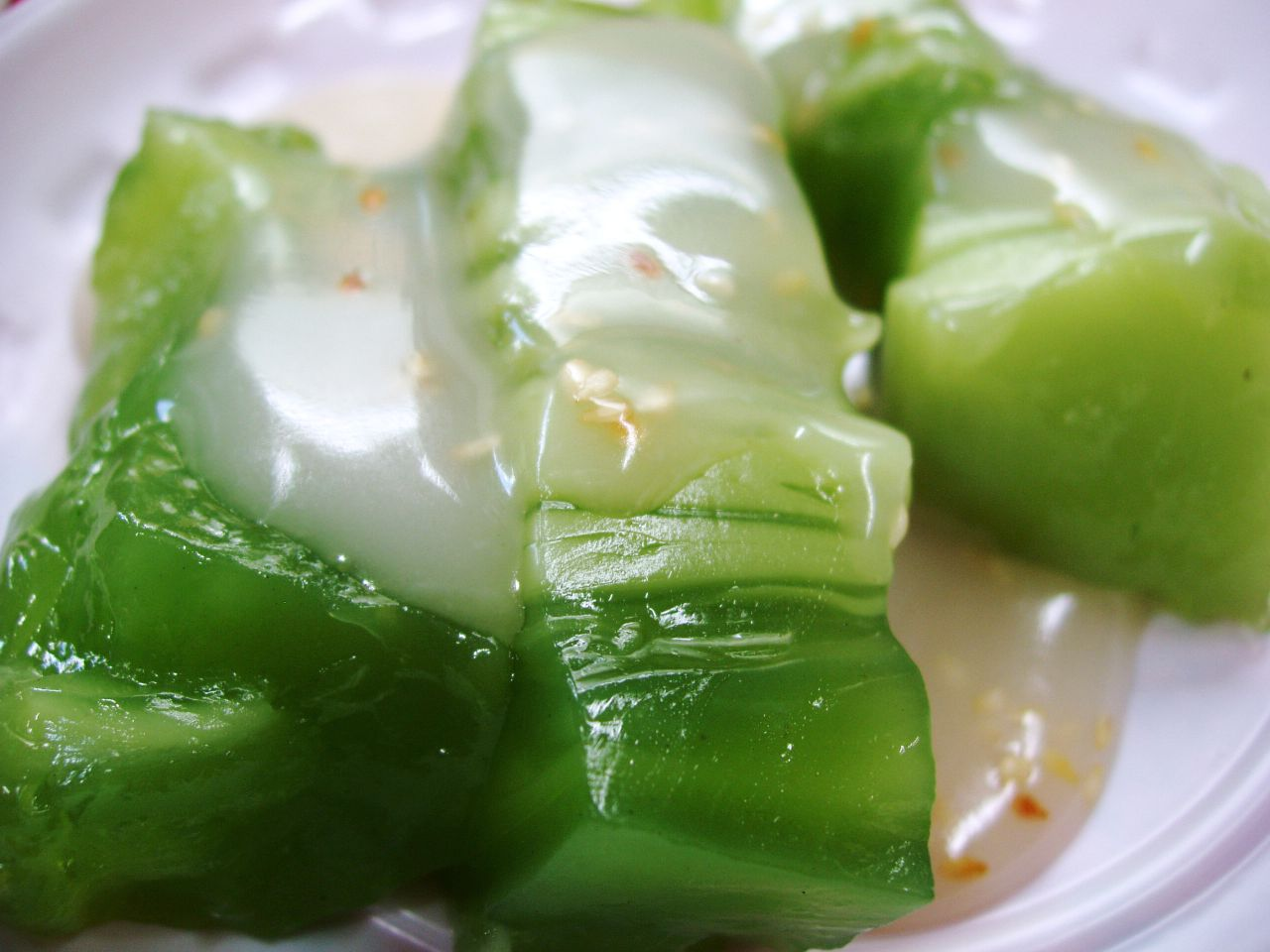
Un plato de bánh đúc del sur de Vietnam coloreado con extracto de hoja de Pandanus amaryllifolius, y cubierto con leche de coco endulzada y semillas de sésamo.

En el sur de Vietnam, el bánh đúc es un postre hecho de harina de arroz no glutinoso. Tiene la forma de bloques gelatinosos, coloreados a menudo de verde con extracto de hoja de Pandanus amaryllifolius. Se cocina hirviendo los ingredientes y dejándolos enfriar, solidificándose en una hoja gelatinosa que luego se corta en bloques.

## Variantes
- Bánh đúc bột gạo, hecho con harina de arroz (no glutinoso).
- Bánh đúc bột năn dòn trong.
- Bánh đúc gân đá cẫm thạch, amarmolado.
- Bánh đúc gạo, hecho con harina de arroz (no glutinoso).
- Bánh đúc khoai môn, hecha con taro.[1]
- Bánh đúc mặn, con sal.
- Bánh đúc miền trung, del centro de Vietnam.
- Bánh đúc ngô, hecha con maíz.
- Bánh đúc nộm, ensalada de bánh đúc.
- Bánh đúc nóng, bánh đúc picante.
- Bánh đúc nước dừa, hecha con jugo de coco.
- Bánh đúc nước cốt dừa, hecha con leche de coco.
- Bánh đúc sốt, bánh đúc picante al vapor.
- Bánh đúc xanh (literalmente ‘bánh đúc verdeazulado’), hecho con extracto de hoja de Pandanus amaryllifolius.